# Sitios Ramsar de Estonia

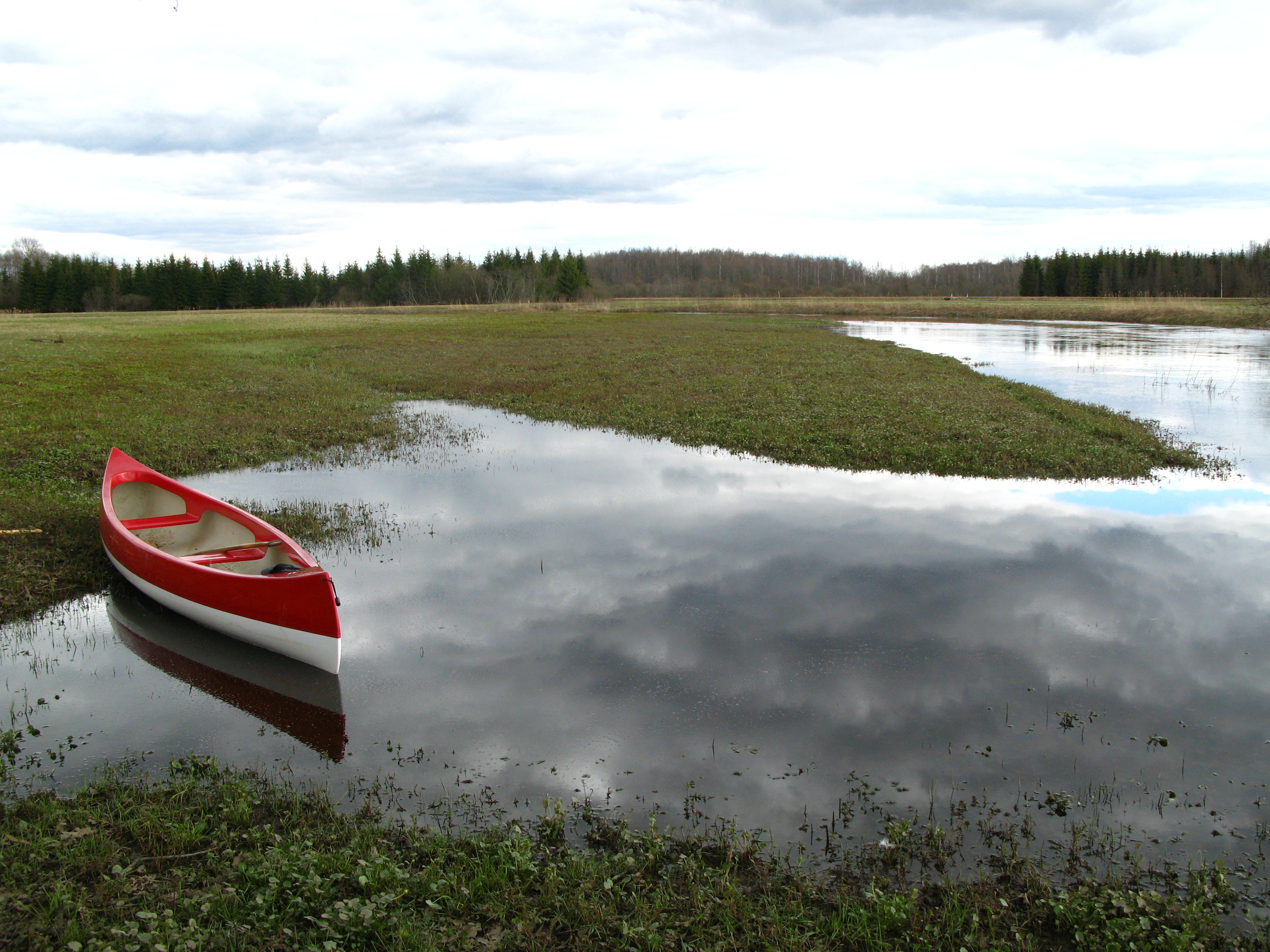
Soomaa

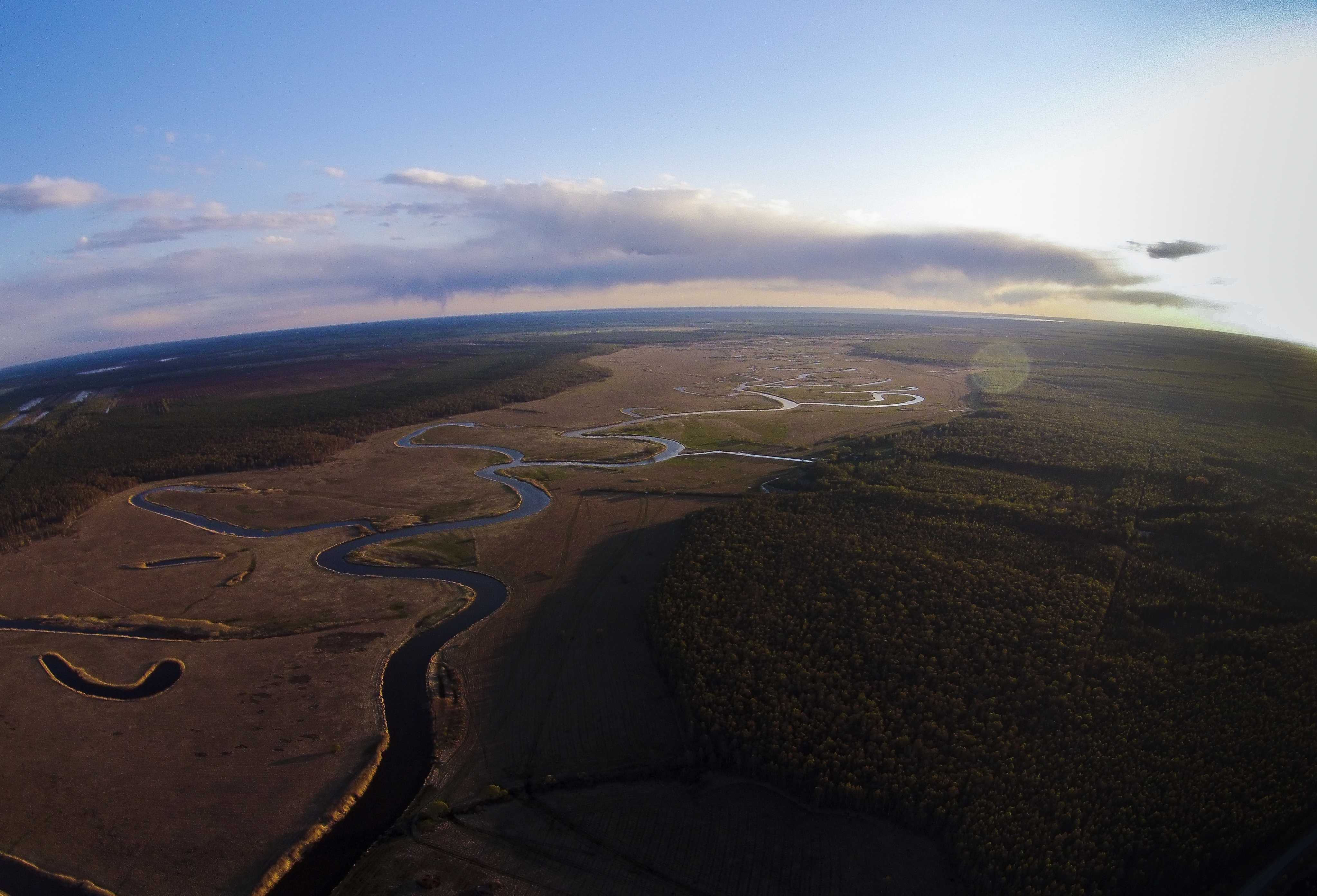
Alam Pedja vista desde el aire

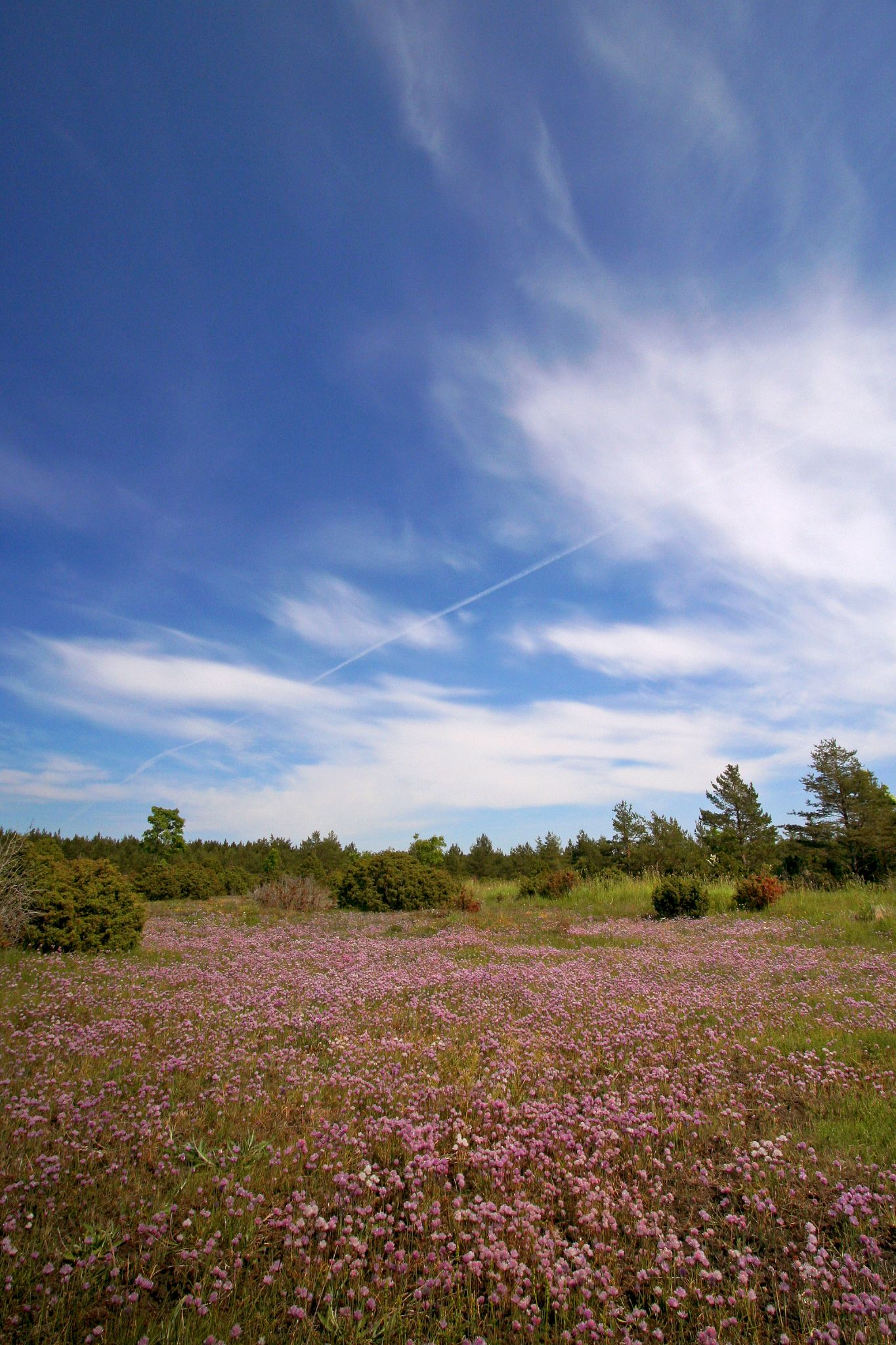
Parque nacional de Vilsandi

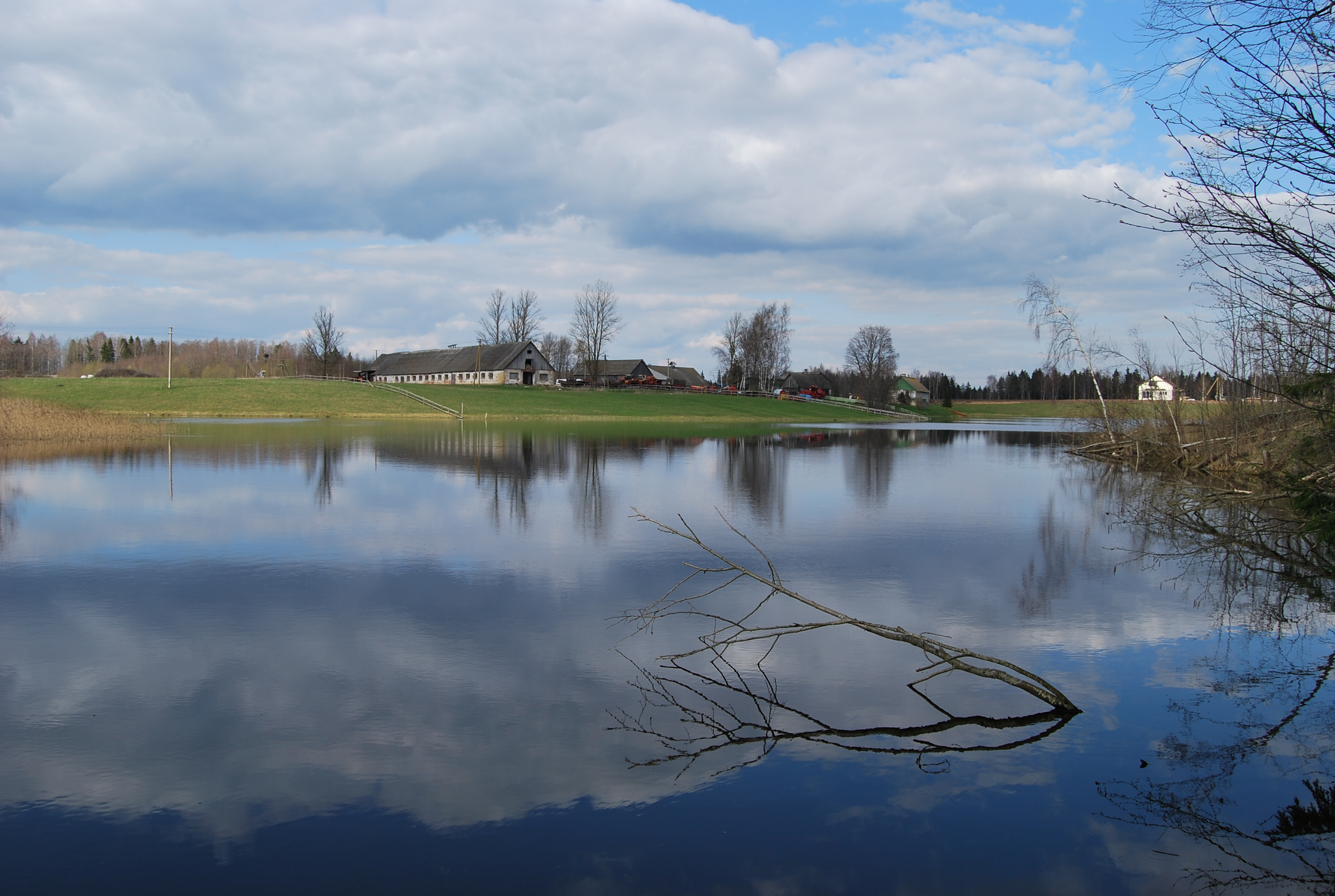
Muraka

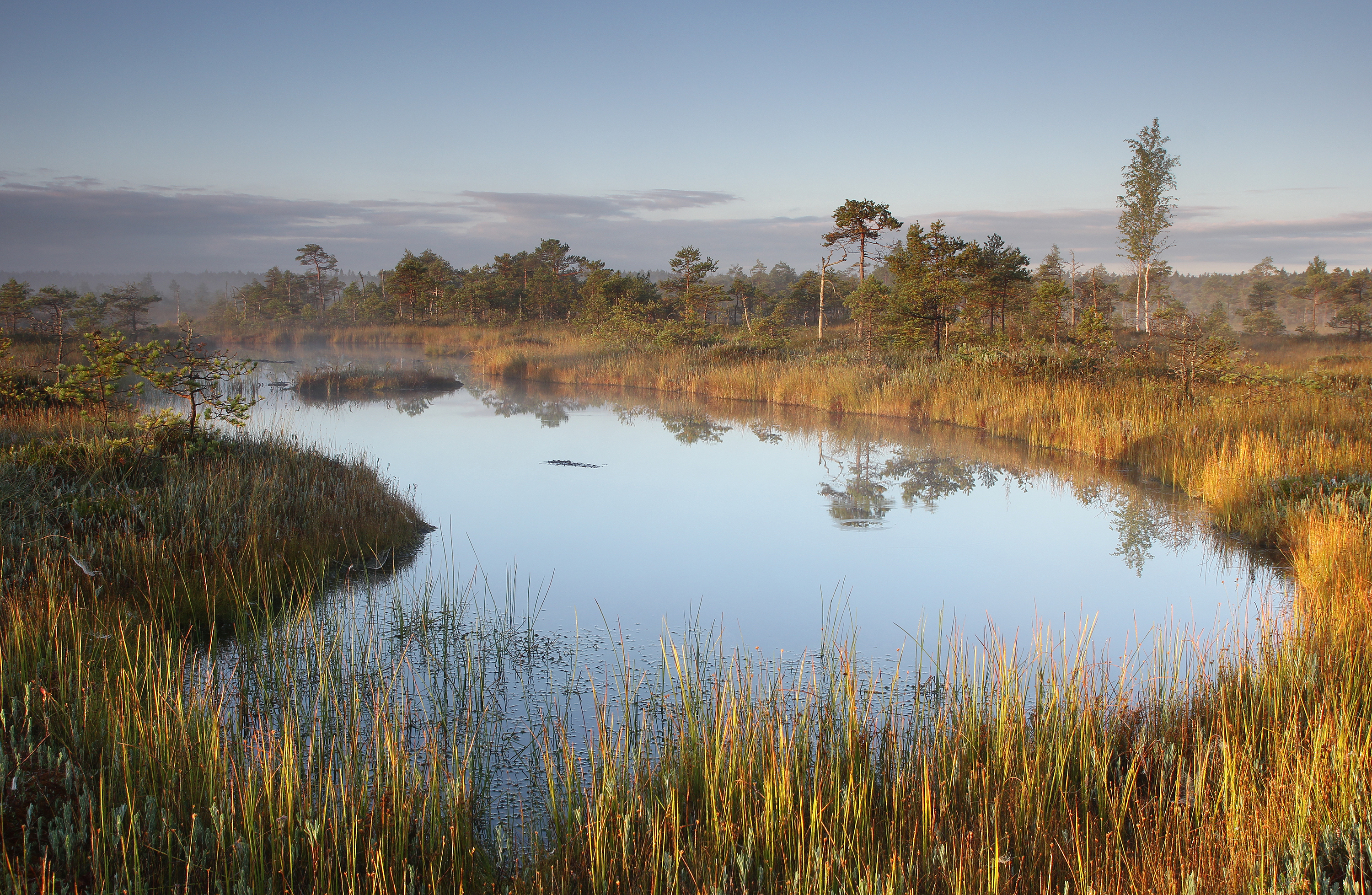
Endla

En Estonia hay 17 sitios Ramsar que ocupan 3044,71 km². En 2012 se designaron los cuatro más recientes: Agusalu, Leidisoo, Lihula y Haapsalu-Noarootsi, 

## Zona del lago Peipus
- Reserva natural de Agusalu, 59° 4′ 30″ N 27° 33′ 03″ E, 110 km². Cerca de Agusalu, aldea del municipio de Alutaguse en el condado de Ida-Viru, al norte del lago Peipus, en el nordeste de Estonia. Parte del sistema de turberas de Agusalu-Puhatu, un humedal formado por pantanos, turberas y helechos rodeados de bosque de coníferas y de ribera. El paisaje reticulado contiene franjas de colinas arenosas llamadas localmente kriivas, que albergan bosques e islas pantanosas que sobresalen de las turberas. Sus hábitats variados albergan numerosas especies, como el gallo lira común, el lagópodo común y el colimbo ártico. También se encuentran el lobo, el alce, la nutria y el lince.[1]

- Reserva natural de Muraka, 59° 8′ 36″ N 27° 7′ 30″ E, 140 km². En el nordeste de Estonia, al norte del lago Peipus, consiste en pantanos elevados, bosques pantanosos, pozas cenagosas y corrientes efímeras. Está ubicada en la línea de encuentro de los ríos Tagajõgi, Pungerja y Purtse, con una gran biodiversidad. Destacan la orquídea fantasma y el halcón peregrino, así como la agachadiza chica. También especies amenazadas en el país como el correlimos Calidris alpina schinzii y el lagópodo común. En el Ida-Viru.[2]

- Turbera de Emajoe Suursoo e isla de Piirissaar, 58° 22′ 59″ N 27° 18′ E, 326 km². Al sudoeste del lago Peipus, en la región de Tartu. Reserva botánica y zoológica. Ciénagas, pantanos, bosques pantanosos, turberas, bosques mixtos, juncales y zonas agrícolas. Es importante para varias especies de peces.

## Humedales interiores
- Alam-Pedja, 58° 28′ 46″ N 26° 11′ 48″ E, 342 km². Amplia llanura en el centro de Estonia. Comprende varios cenagales separados por ríos, praderas inundables y bosques aluviales. Debido a su planicie, suele inundarse en épocas de lluvias. Es zona de desove de peces como la brema o plática, el lucio europeo y Aspius aspius. Es el sitio de cría más importante del Báltico para la agachadiza real. En 1991 dejó de extraerse agua para riego, y la única amenaza actual es el turismo.[3]

- Reserva natural de Endla, 58° 52′ 20″ N 26° 8′ 31″ E, 101 km². Turberas, bosques pantanosos, lagos y ríos en el centro del país. Los ríos, las franjas de bosque y el lago Endla dividen la zona el ocho áreas pantanosas, resultado de un proceso de paludificación (formación de turberas) postglaciar. Son importantes las turberas elevadas, que solo se inundan con la lluvia. Hay especies amenazadas, como el águila real, el águila pescadora y la avefría europea. Se practica la agricultura y la pesca deportiva.[4]

- Soomaa, 58° 26′ 26″ N 25° 6′ 28″ E, 396,4 km². Extensa zona que une cuatro pantanos en el sudoeste interior de Letonia. Dos de ellos están muy bien conservados. Albergan varias especies amenazadas como el águila imperial, la cigüeña negra, el avefría europea y el cisne de Bewick.[5]

## Costa Báltica y golfo de Riga

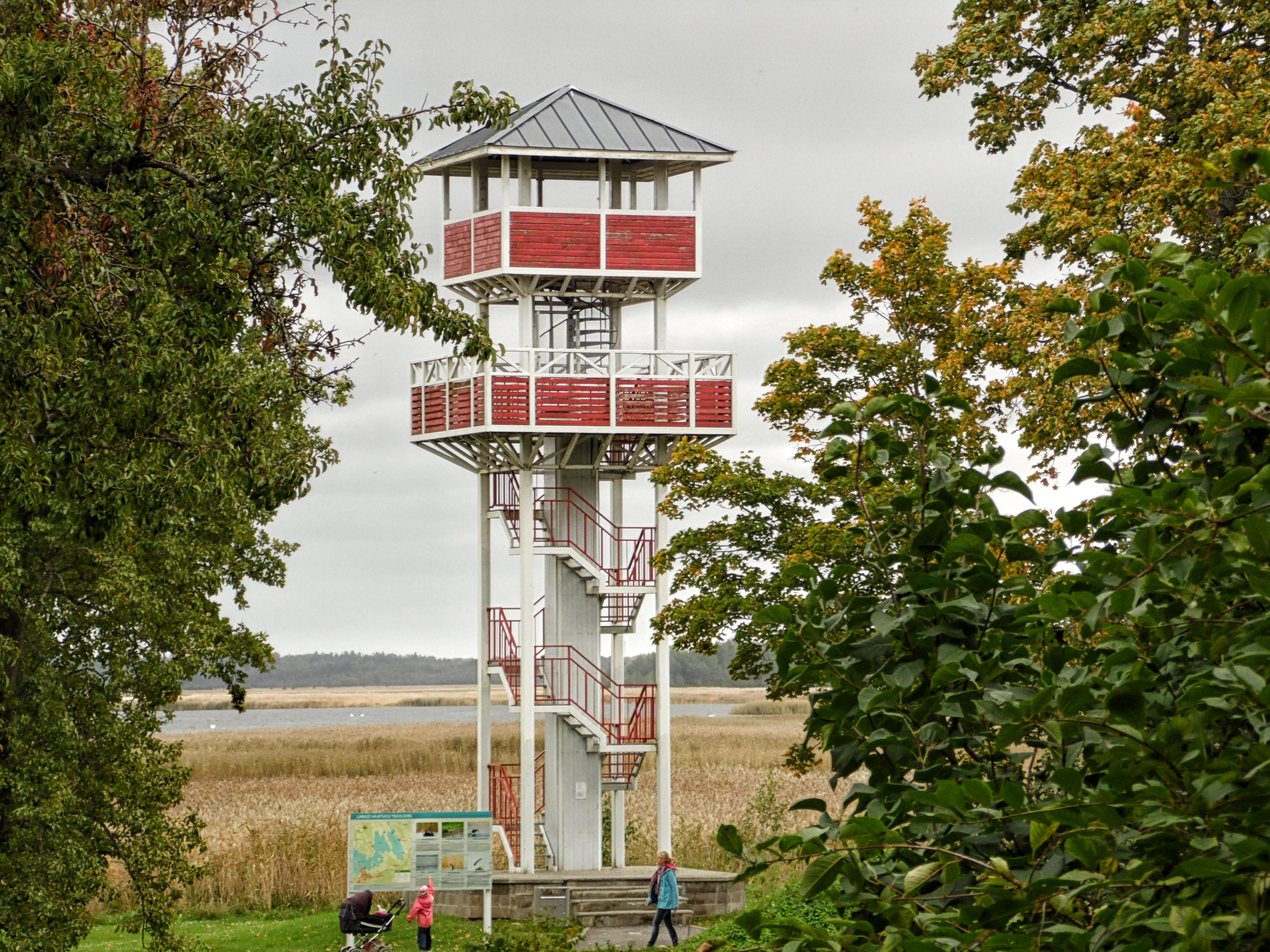
Haapsalu, observatorio para aves

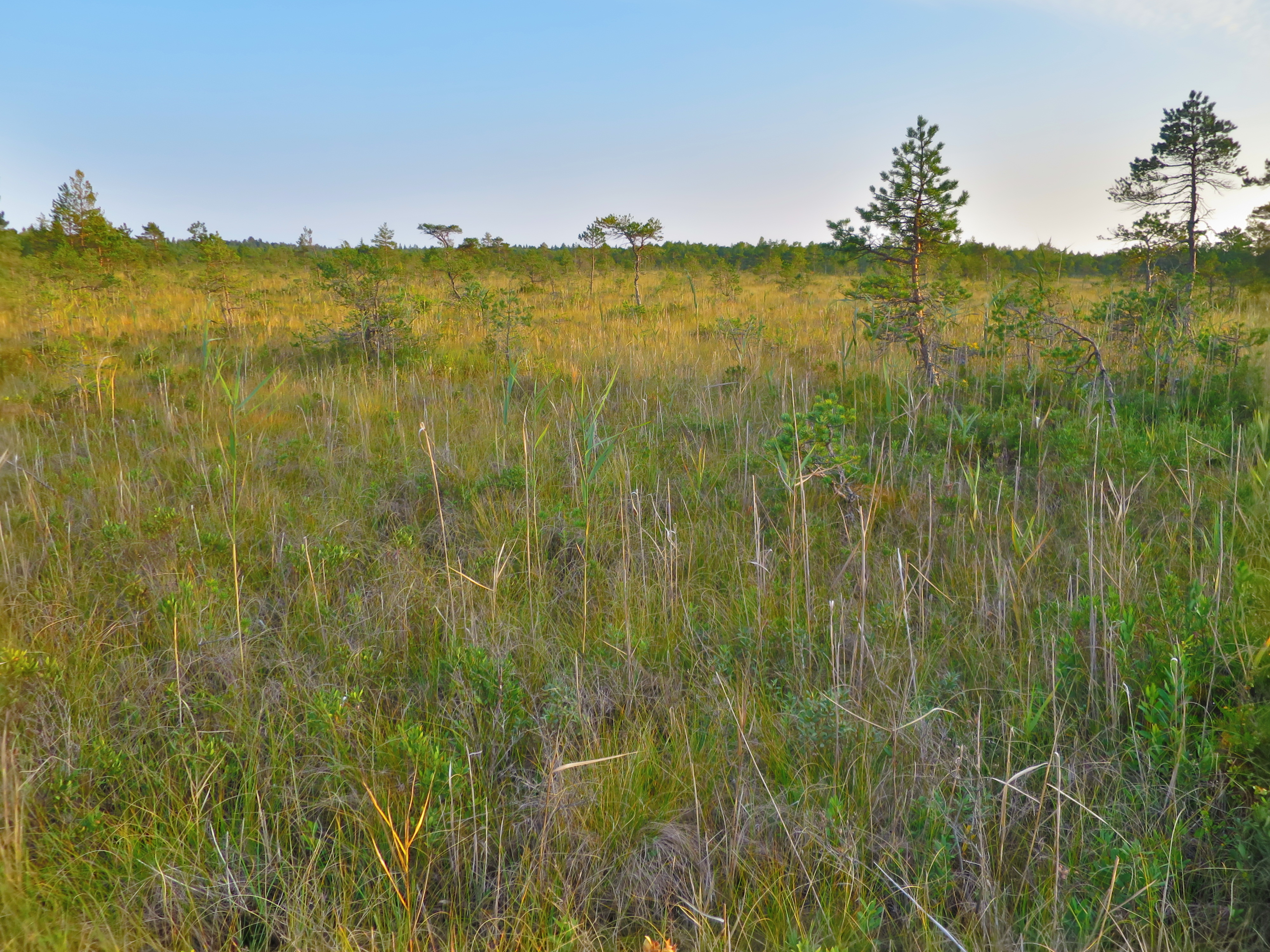
Leidissoo

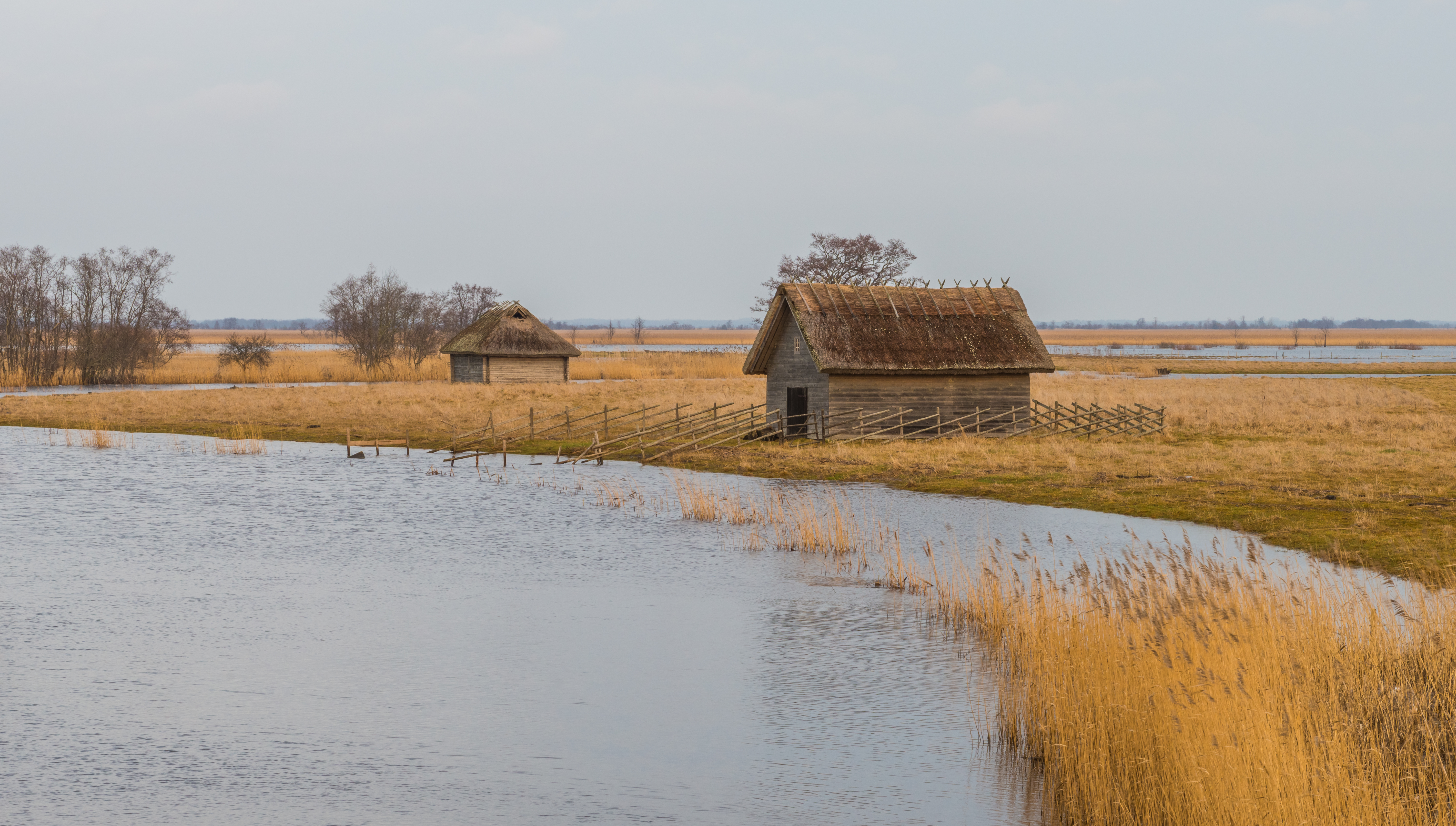
Matsalu

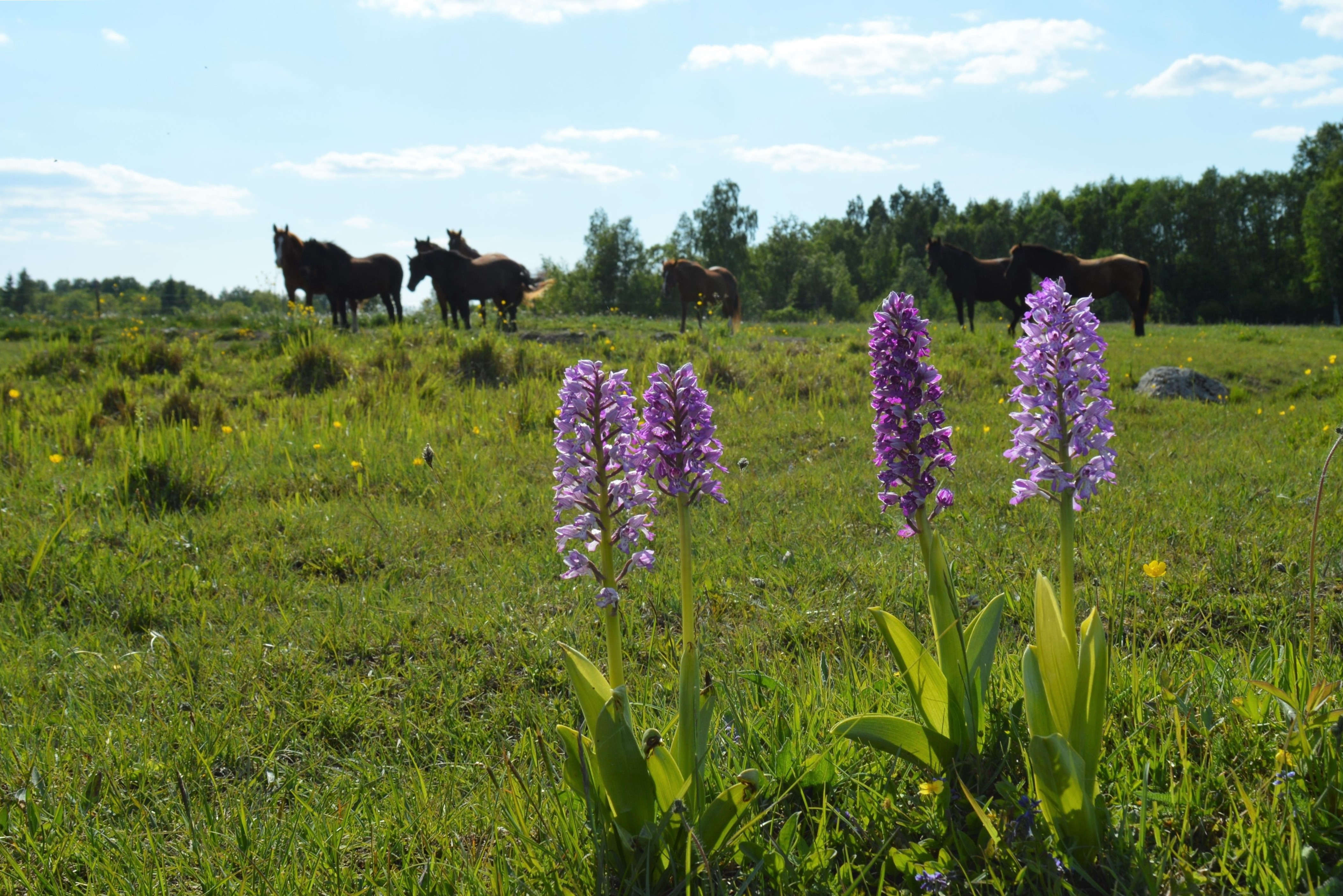
Orquídeas en Matsalu

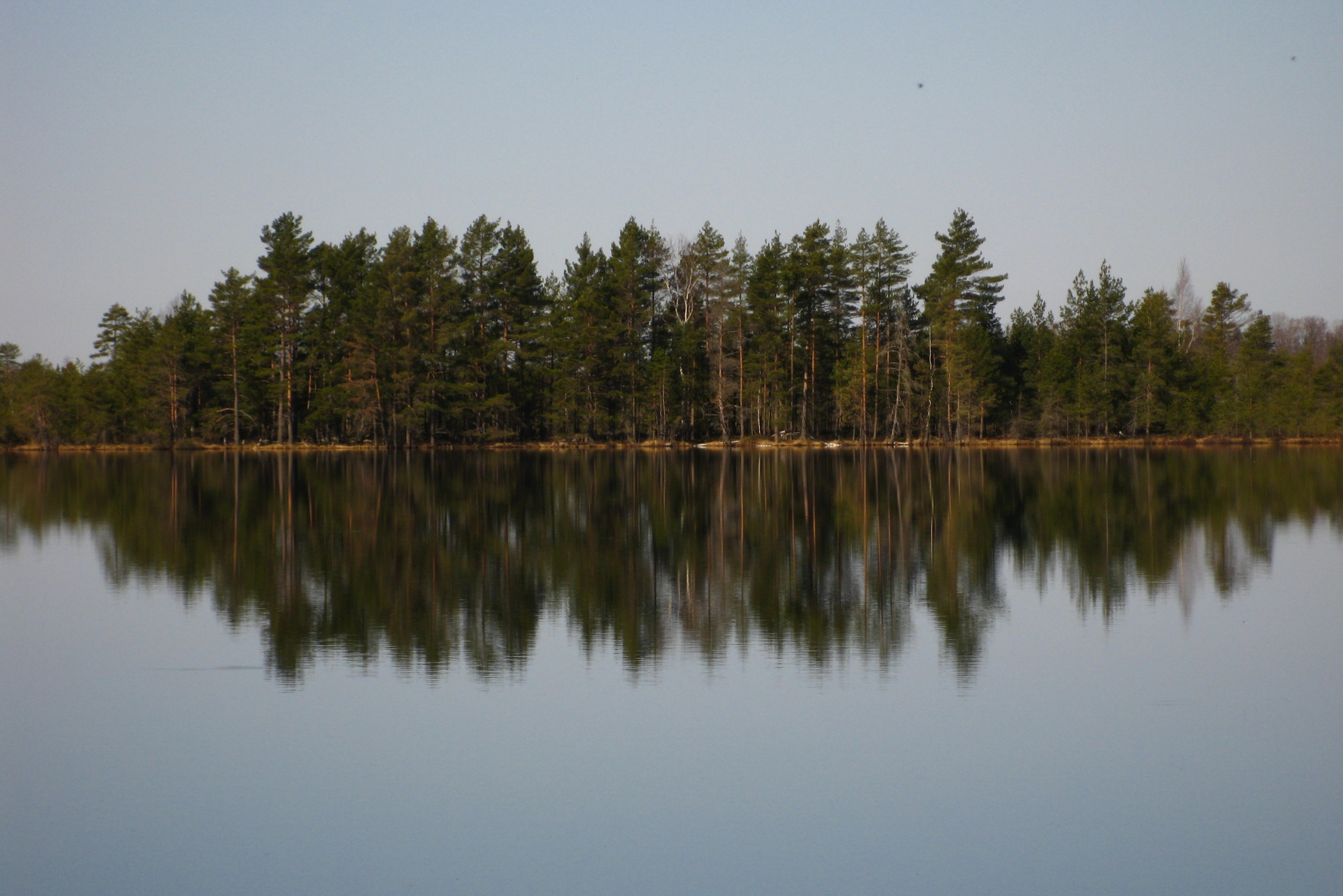
Nigula

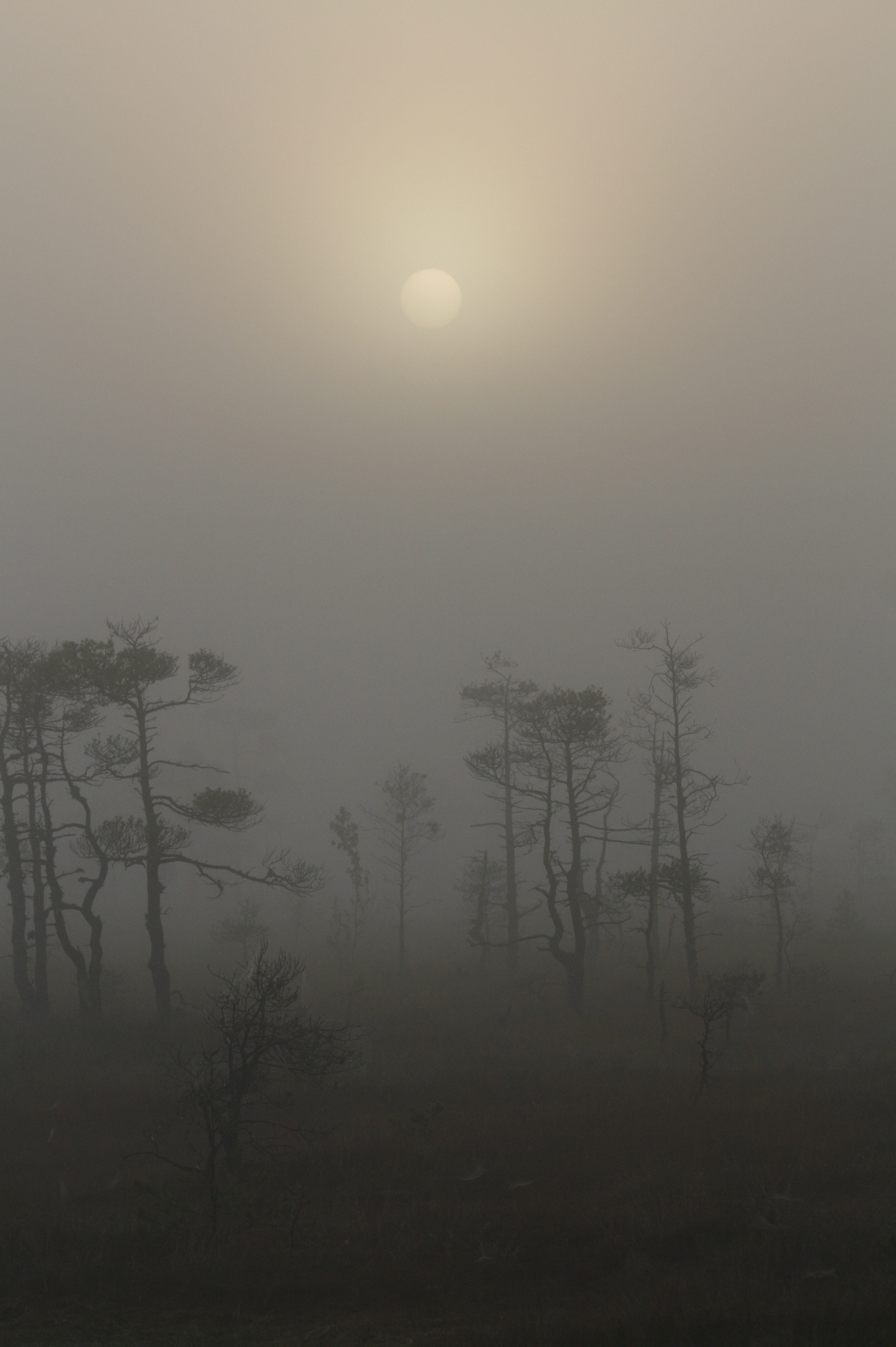
Sookuninga

- Complejo de humedales de Haapsalu-Noarootsi, 59° 8′ 03″ N 23° 27′ 29″ E, 274 km². Junto al mar Báltico, en la cosa noroeste.[6] Reserva natural, paisaje protegido e IBA. Complejo de humedales en la costa occidental con una amplia zona de aguas poco profundas del mar Báltico, islotes y bahías, lagunas costeras, praderas costeras y juncales, así como llanuras de marea. Hay unas 225 especies de aves que invernan o anidan en la zona, incluyendo el pato havelda, el eider común y el ánsar chico. Al menos un 20 por ciento de las aves migratorias del Báltico pasan por aquí, unos dos millones de ejemplares. También es zona de desove primaveral de especies de peces como el lucio europeo. Entre las plantas dstaca la orquídea Liparis loeselii. El pueblo de Haapsalu constituye una amenaza por los residuos que genera.[7]

- Islotes de Hiiumaa y bahía de Käina, 58°48′N 22°58′E, 177 km². Suma el Área de conservación paisajística de los islotes de Hiiumaa y la bahía de Käina. Reserva de la biosfera, IBA y reserva ornitológica. Plataforma marina poco profunda con pequeños islotes, marismas y bahías. La vegetación incluye praderas costeras, marismas salobres, juncales y retales de enebros, alisos y pino silvestre, además de un bosque amenazado de tilo, roble y arce, y una rica comunidad de orquídeas.[8]

- Reserva Natural Laidevahe, 58° 18′ 54″ N 22° 51′ 53″ E, 24 km². En la costa sur de la isla de Saaremaa, en el mar Báltico. Lagunas, lagos costeros poco profundos, más 40 islotes, praderas costeras, marismas salinas y extensos juncales. Unas 541 especies de plantas, de las que 31 están protegidas en el país. Entre las aves, el negrón especulado, el zampullín cuellirrojo, el correlimos y el vuelvepiedras común.[9]

- Reserva natural de Leidissoo, 59° 6′ 25″ N 23° 44′ 07″ E, 82 km². En el noroeste de Estonia, consiste en una variedad de turberas y hábitats, una de las pocas zonas pantanosas del país que no han sido drenadas, con una gran diversidad. Hay cigüeña negra, guion de codornices, gallo lira común, agachadiza común y otras 200 especies de aves. Se practica la recolección de bayas, y está amenazada por la intensificación de la deforestación y el drenaje de las zonas adyacentes.[10]

- Área de conservación paisajística de Lihula, 58° 39′ 34″ N 23° 56′ 33″ E, 66 km². Consiste en un amplio pantano rodeado por un bosque pantanoso abierto. Alberga plantas y animales poco comunes en la zona, como la avefría europea, la aguja colinegra y el águila real. Es importante para el aguilucho cenizo y el chorlito dorado común, y clave para emigración de grillas y gansos. También alberga lobos, linces, osos pardos y alces. Se practica la caza a pequeña escala y está amenazada por la industria maderera y el drenaje de las zonas adyacentes.[11]

- Reserva natural de Luitemaa, 58° 9′ 49″ N 24° 31′ 48″ E, 112 km². Complejo de humedales en la costa sudoeste de Estonia con hábitats costeros diversos, aguas poco profundas, cabos, praderas costeras y juncales. También hay dunas, bosques y pantanos de hasta 200 a 300 hectáreas. Alberga unas 250 especies de plantas y unas 64.500 aves anualmente, entre ellas el ánsar chico, la agachadiza real y el zampullín cuellirrojo.[12]

- Parque nacional de Matsalu, 58° 45′ 27″ N 23° 34′ 58″ E, 486 km². Incluye parte del mar de Väinameri, la bahía de Matsalu y sus 50 islas e islotes, lechos de juncos, praderas costeras y el lecho del río Kasari. Hay más de 780 especies de plantas, 280 de aves, 49 de peces y 40 de mamíferos. Se han contabilizado unos 230.000 ejemplares de aves, entre ellos el ánsar chico, la barnacla cariblanca y el cisne chico. Entre los peces hay lucios y percas. Entre las amenazas, el invasor chacal y las actividades agrícolas. El centro de visitantes es la Penijõe Manor.[13]

- Reserva Natural de Nigula, : 58° 0′ 43″ N 24° 40′ 26″ E, 64 km². En la frontera con Letonia, está formada por ciénagas, bosques y turberas. Los pantanos de transición hacia turberas, incluyen bosques y unas 370 pozas de distintos tamaños. Alberga especies en peligro, como el helecho Botrychium virginianum, la ardilla voladora siberiana y el águila pomerana. Acoge unas 30.000 aves cada años, entre ellas grullas, gansos y cisnes. También se encuentran animales que necesitan de mucho espacio, como el oso pardo, el lobo, el alce, la nutria y el lince.[14]

- Complejo de humedales de Puhtu-Laelatu-Nehatu, 58°34′N 23°33′E, 46,4 km². Condado de Läänemaa. Reserva natural. Reserva zoológica y botánica, área de importancia para las aves, en la costa Báltica. Consiste en una cadena de lagos y pantanos, rodeados por áreas de suelo calizo pobre y vegetación dispersa, praderas boscosas y bosques. En la zona costera se encuentran grullas y gansos migratorios. Se practica la pesca, el pastoreo, la agricultura.[15]

- Reserva Natural Sookuninga,  58° 0′ 14″ N 24° 49′ 31″ E, 58,7 km². En la frontera con Letonia, forma el norte de una zona más amplia para la protección de los humedales denominada Complejo transfronterizo de humedales de Livonia Norte o del norte de Livonia, una región histórica que comprende actualmente la zona costera entre Estonia y Letonia, englobando las turberas de Nigula y los pantanos del norte de Letonia de Torga-Kodaja (27,85 km²) y de  Rongu-Ollu (34,82 km²).[16] Sookuninga comprende 6 grandes pantanos y numerosos estanques de importancia para la regulación hidrológica. En esta zona nacen ríos como el Reiu, el Rannametsa y el Ura. Es zona de importancia para las aves (IBA), entre las que destacan la cigüeña negra, el águila moteada y el lagópodo común.[17]

- Vilsandi, 58° 22′ 43″ N 21° 52′ 38″ E, 238 km². Parque nacional. Complejo de humedales en la costa occidental de la isla de Saaremaa, en el mar Báltico. Comprende aguas marinas poco profundas, lagunas costeras salobres, juncales y praderas costeras estacionalmente inundadas, con unos 160 pequeños arrecifes e islas, el mayor de los cuales es la isla de Vilsandi. Es área importante de invernada de aves acuáticas, entre ellos el eider de Steller del que hay unos 2000 individuos. Se han registrado unas 247 especies de aves, de las que 114 anidan en el humedal.[18]